# Skuodas
Skuodas (deutsch Schoden, veraltet: Johannesberg) ist eine Stadt und Sitz der gleichnamigen Rajongemeinde in der südkurischen Landschaft Ceclis (lit. Keklys) im Norden Litauens, in der Region Niederlitauen, nur 2 km südlich der Grenze zu Lettland. 2006 lebten hier 7508 Einwohner.
Skuodas liegt am Flüsschen Bartuva südlich des Zusammenflusses mit der Luoba. Westlich der Stadt verläuft die Bahnlinie Riga-Klaipėda, die 1914 eröffnet wurde.

## Geschichte
Skuodas wurde erstmals urkundlich 1253 als Scoden, Sckoden erwähnt. 1259 fand hier die Schlacht von Skuodas zwischen Žemaiten und dem Livonischen Orden statt. 1572 erhielt Skuodas das Stadtrecht.
Auf einem Areal an der heutigen S. Nėries gatvė befindet sich der ehemalige jüdische Friedhof mit einem Gedenkstein und sehr wenigen, in Beton zu einem Davidstern gefassten Grabsteinen.

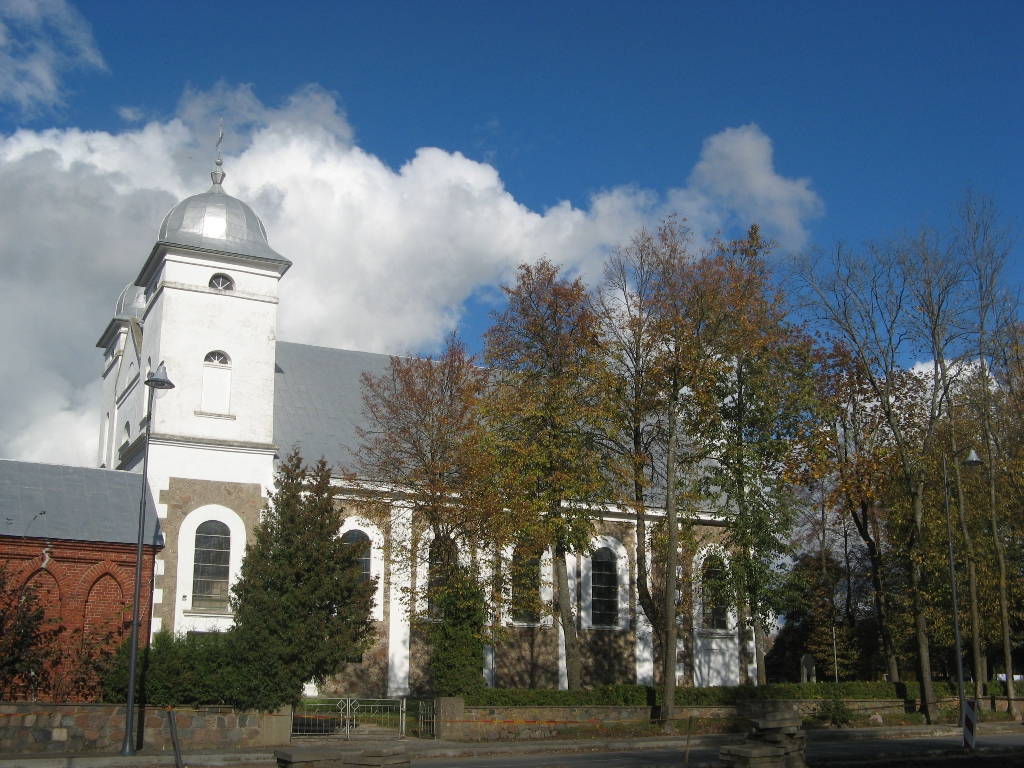
Katholische Dreifaltigkeitskirche, erbaut 1844 – 1847
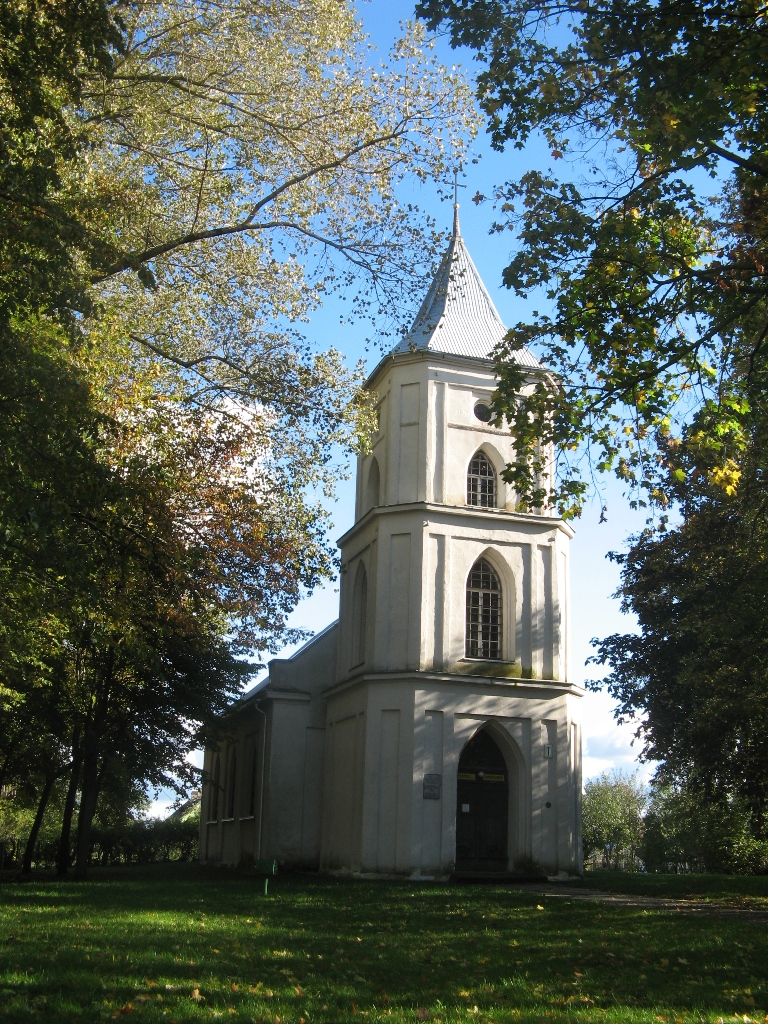
Evangelisch-lutherische Kirche in Skuodas, erbaut 1821
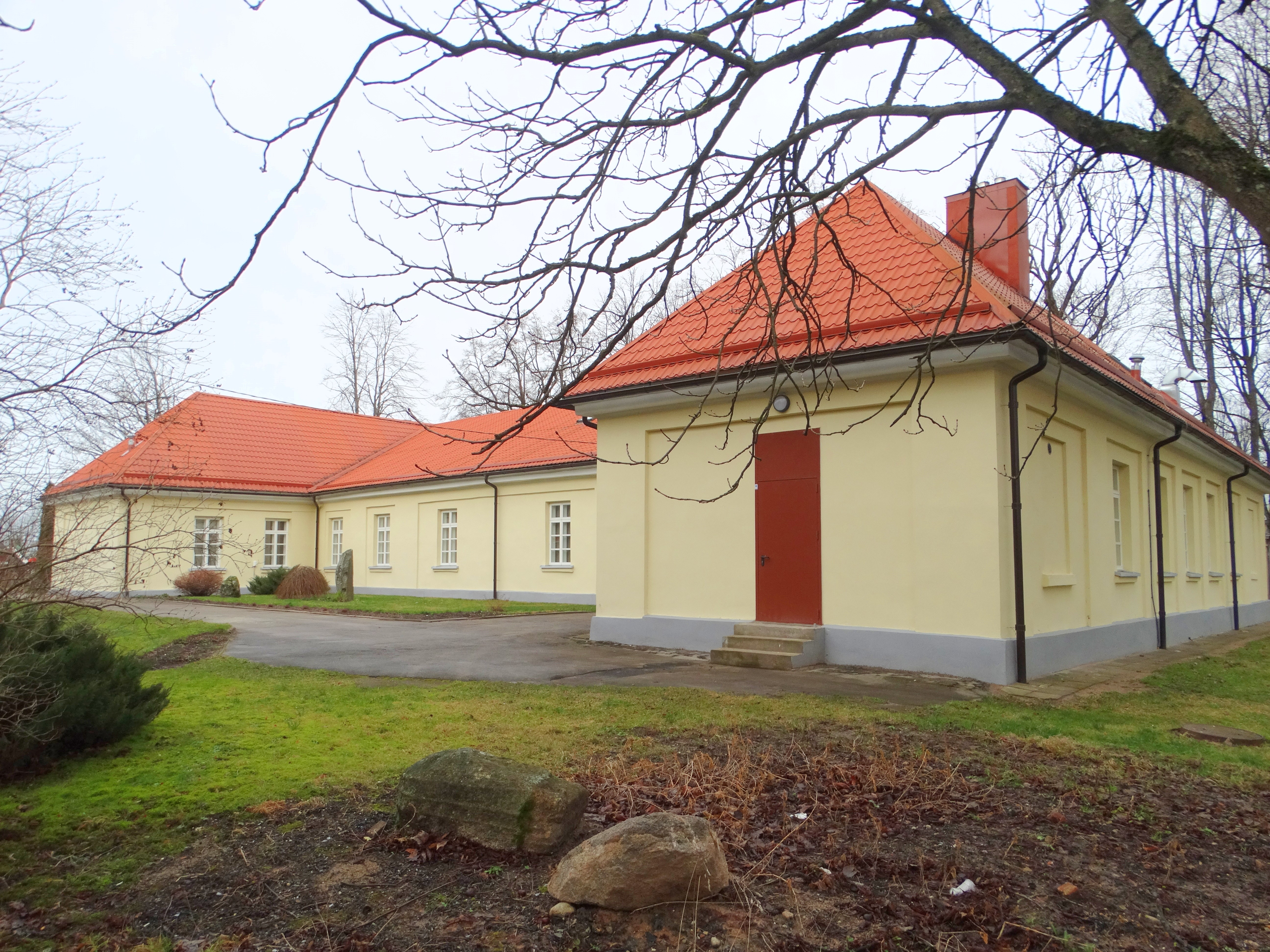
Herrenhaus aus dem 19. Jahrhundert
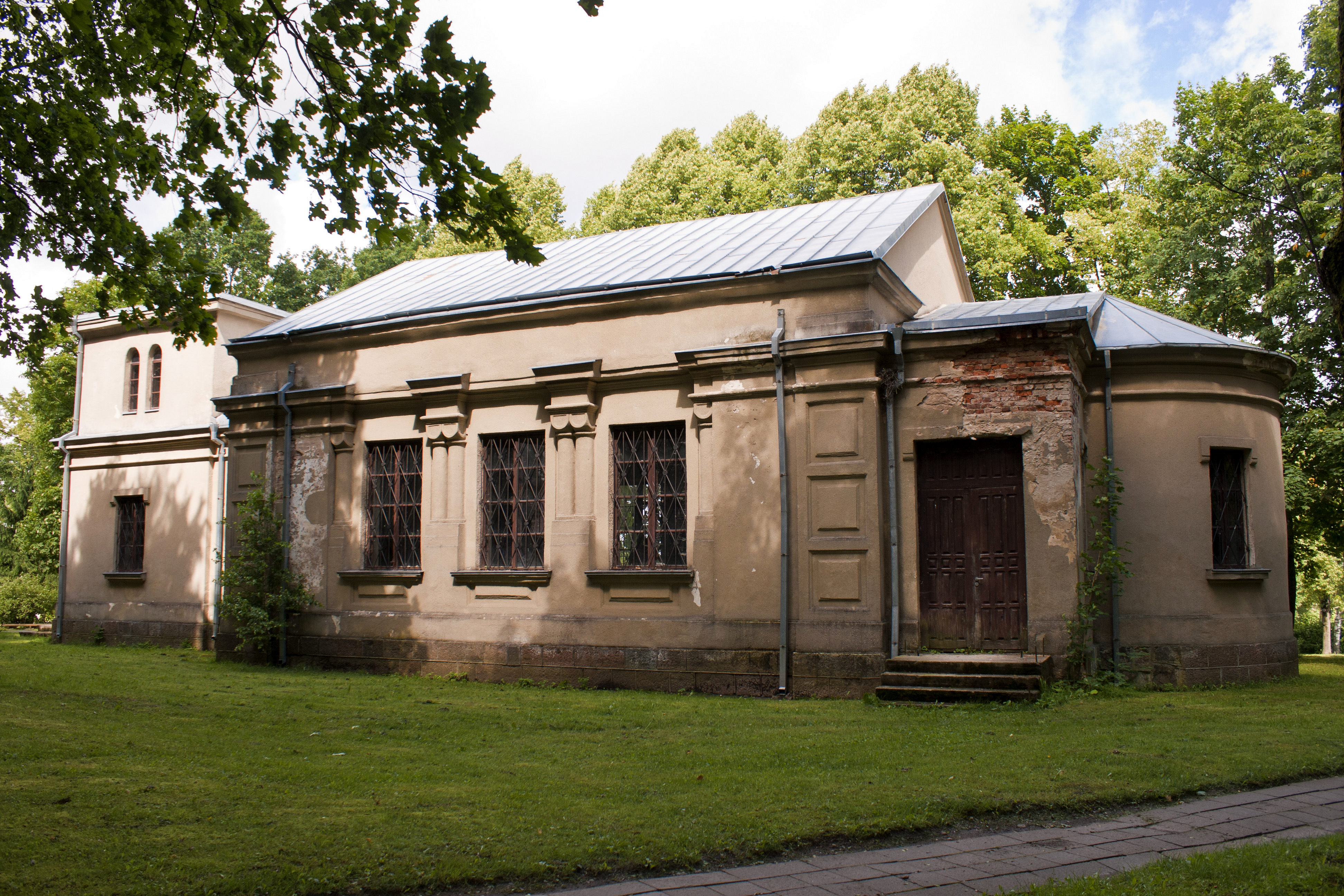
Ehemalige orthodoxe Alexander Neviškis Kirche, erbaut 1905

## Söhne und Töchter
- Eugenijus Gedgaudas (1924–2006), US-amerikanisch-litauischer Radiologe
- Zita Šličytė (* 1943), Juristin, Rechtsanwältin und Politikerin
- Algimantas Zaremba (* 1954), Manager und Politiker
- Remigijus Motuzas (* 1956), Diplomat und Politiker
- Vilius Baldišis (* 1961), Politiker
- Vygaudas Ušackas (* 1964), Diplomat und Politiker
- Stasys Vainoras (* 1966), Politiker
- Zinaida Sendriūtė (* 1984), Diskuswerferin